# Keith Park
El Mariscal en Cap de l'Aire Sir Keith Rodney Park, GCB, KBE, MC amb barra, DFC (15 de juny de 1892 – 6 de febrer de 1975) va ser un alt comandant de la RAF durant la Segona Guerra Mundial. Va ser el comandant tàctic de dues de les principals batalles aèries del teatre europeu durant la Segona Guerra Mundial, la batalla d'Anglaterra i la Batalla de Malta.

## Biografia
Park va néixer a Thames, Nova Zelanda. Era fill d'un geòleg escocès que treballava a una empresa minera. Va servir com a cadet i s'allistà a l'Exèrcit Neozelandès com a soldat a artilleria.
Participà en la I Guerra Mundial com a sots-oficial en una bateria d'artilleria, prenent part als desembarcaments de Gal·lípoli a l'abril de 1915. A la guerra de trinxeres que seguí, Park es distingí i va ser fet oficial al juliol de 1915. Comandà una bateria d'artilleria durant l'atac de la badia de Suvla, l'agost de 1915. A més, en aquell temps prengué la inusual decisió d'abandonar l'exèrcit neozelandès i ser transferit a l'Exèrcit britànic, unint-se al Cos d'Artilleria Reial.
Park va ser evacuat de Gal·lípoli el gener de 1916. La batalla li deixà la una profunda empremta, tant físicament com psicològicament, i sempre la recordaria amb nostàlgia. Particularment admirà al comandant del Cos Australià i Neozelandès, l'ANZAC, sir William Birdwood, l'estil de manar del qual i la seva atenció als detalls serien un model per a Park en la seva carrera posterior.
Després de la lluita a Gal·lípoli, la bateria de Park va ser embarcada cap a França per prendre part en la Batalla del Somme. Allà aprengué el valor del reconeixement aeri, advertint com els avions alemanys eren capaços d'assenyalar l'artilleria aliada per dirigir allà el foc i va volar per primer cop durant un reconeixement del camuflatge de la seva bateria. El 21 d'octubre de 1916 va caure del cavall per un explosiu alemany. Ferit, va ser evacuat a Anglaterra i declarat incapaç pel servei actiu, que realment volia dir que era incapaç de muntar a cavall. Després d'un temps de recuperació, s'uní al Reial Cos Aeri (RFC) al desembre de 1916.

### Carrera de vol durant la I Guerra Mundial
Al RFC Park primer aprengué a instruir i després aprengué a volar. Entre març i juny de 1917 serví com a instructor, anant després al 48è Esquadró, destinat a La Bellevue, prop d'Arràs, el 7 de juliol de 1917. Ben aviat Park començà a assolir èxits contra els pilots alemanys, guanyant la Creu Militar el 17 d'agost per abatre un enemic, deixar 2 "fora de control" i danyar un quart durant una única sortida. L'11 de setembre va ser promogut a Capità Temporal.
Després d'una pausa tornà a França com a Major per comandar el 48è Esquadró, on mostrà la seva habilitat com a comandant, mostrant disciplina, lideratge i enteniment sobre els aspectes tècnics de la guerra de l'aire.
El final de la guerra trobà a Park exhaust, però amb grans èxits com a pilot i comandant. Havia aconseguit una barra a la seva Creu Militar, la Creu dels Vols Distingits i la Creu de Guerra francesa. Finalment aconseguí 5 avions abatuts 1 i 14 fora de control.
Després de l'Armistici es casà amb Dorothy "Dol" Parish.

### Anys d'entreguerres
Entre les dues Guerres Mundials Park comandà diverses estacions de la RAF i va exercir d'instructor abans d'esdevenir oficial d'Estat Major del Mariscal en Cap de l'Aire sir Hugh Dowding el 1938.

### La Batalla d'Anglaterra
Amb rang de Vicemariscal de l'Aire, Park comandà l'11è Grup de la RAF, responsable dels caces de defensa de la zona de Londres i del sud-est d'Anglaterra a l'abril de 1940. Organitzà les patrulles de caces durant l'Operació Dynamo (l'evacuació de la BEF des de Dunkerque) i, durant la batalla d'Anglaterra, el seu comandament suportà la major part dels atacs de la Luftwaffe. Volant amb el seu Hawker Hurricane personalitzat pels seus aeroports, es guanyà una reputació de tàctic astut i d'un comandant popular. Tanmateix, es veié esquitxat amb una disputa amb el Vicemariscal de l'Aire Trafford Leigh-Mallory, comandant del 12è Grup de la RAF. Leigh Mallory, envejós perquè l'11è Grup de Park suportava el pes de la lluita contra els alemanys, mentre que el 12è Grup estava relegat a defendre aeroports, sovint no recolzà a Park. La disputa entre ambdós esclatà amb la controvèrsia de la Gran Ala, que contribuí a fer que tant Dowding com ell mateix fossin rellevats del comandament al final de la batalla. Park mostra una amargor respecte a aquests fets la resta de la seva vida. Va ser enviat al Comandament d'Entrenament de la RAF.

### Carrera final
El juliol de 1942 tornà a l'acció, comandant la defensa vital de Malta. Des d'allà els seus esquadrons van participar en les campanyes del nord d'Àfrica i de Sicília. El 1945 va ser nomenat Comandant Aliat de l'Aire al Sud-est Asiàtic, on serví fins al final de la guerra.
Es retirà el 20 de desembre de 1946, sent promogut a Mariscal en Cap de l'Aire i tornà a Nova Zelanda, on ocupà diversos càrrecs civils i va ser elegit per al Consell Ciutadà d'Auckland. Va viure a Nova Zelanda fins a la seva mort.

## Tributs i honors
| «                                                         | Si un home va guanyar la Batalla d'Anglaterra va ser ell. No crec que ningú no se n'adoni de fins com un home, amb el seu lideratge, el seu judici calmat i la seva habilitat van salvar no només el seu país, sinó que al món. | » |
| — Lord Tedder, Cap de la Royal Air Force, febrer de 1947. | |   |

Si bé no va rebre un gran reconeixement públic, ni al Regne Unit ni a la seva Nova Zelanda natal, Park ha estat assenyalat com un dels grans comandants de la guerra aèria. Les victòries tàctiques decisives que assolí tant a la Batalla d'Anglaterra i després a la Batalla de Malta no només van demostrar les seves qualitats de lideratge i un profund coneixement de les operacions aèries, sinó que també totes dues van resultar estratègicament significatives al determinar el curs de la Segona Guerra Mundial.
A la pel·lícula La Batalla d'Anglaterra (1969), Park és interpretat per Trevor Howard.